# Syllabus errorum
Pour l’article homonyme, voir Syllabus.
Le Syllabus errorum ou Syllabus des erreurs est un syllabus publié par le Saint-Siège en 1864. Il porte le sous-titre « complectens præcipuos nostræ ætatis errores » (« renfermant les principales erreurs de notre temps ») et forme un recueil de 80 questions exposées et tranchées par le pape Pie IX. Il est rédigé pour accompagner son encyclique Quanta Cura, et publié le 8 décembre 1864.
L'essentiel de son contenu est une condamnation du modernisme en général et du modernisme catholique en particulier.

## Histoire
Face à l'émergence du catholicisme libéral au début des années 1860, et en réaction au positivisme comme à l'évolutionnisme, Pie IX publie dans son Syllabus errorum de 1864 le catalogue des 80 propositions qu'il juge fautives. Il y condamne le socialisme, l'indifférentisme, le libéralisme, le rationalisme, la liberté de conscience et la liberté des cultes, notamment, tout en réaffirmant le pouvoir temporel du pape. La dernière section condamne sans équivoque le fait que le souverain pontife pourrait et devrait « se réconcilier et transiger avec le progrès, le libéralisme et la civilisation moderne »  ; elle peut être perçue, selon la formule de l'historien Yves-Marie Hilaire, comme « une déclaration de guerre au monde moderne ». Ce texte « choque beaucoup de gens cultivés », toujours selon Yves-Marie Hilaire, à tel point que Napoléon III s'efforce d'en retarder la diffusion. En sens inverse, les « catholiques intransigeants », tel Louis Veuillot, y voient une victoire.

## Contenu

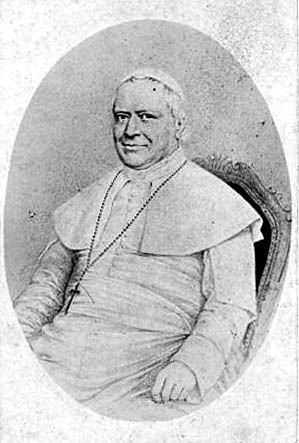
Pie IX (1865).

Le Syllabus errorum est un texte adjoint à l’encyclique qui énumère une série de propositions précises exposant les erreurs condamnées par les papes sur les sujets les plus variés.
Sont ainsi énoncées et condamnées 80 propositions rassemblées en 10 sections :
1. Panthéisme, naturalisme et rationalisme absolu
2. Rationalisme modéré
3. Indifférentisme, latitudinarisme
4. Socialisme, communisme, sociétés secrètes, sociétés bibliques, sociétés clérico-libérales
5. Erreurs relatives à l’Église et à ses droits
6. Erreurs relatives à la société civile considérée soit en elle-même soit dans ses rapports avec l’Église
7. Erreurs concernant la morale naturelle et chrétienne
8. Erreurs concernant le mariage chrétien
9. Erreurs sur le principat civil du pontife romain
10. Erreurs qui se rapportent au libéralisme moderne

Les propositions en question sont celles qui touchent aux idées « modernes » de l’époque : du libéralisme au socialisme, en passant par le gallicanisme et le rationalisme.
Dans une partie de l'allocution papale Jamdudum cernimus reprise dans le Syllabus, le pape s'en prend à la violation de plus en plus fréquente des droits de l'Église reconnus dans les concordats et aux politiques de sécularisation.

## Réactions internes à l'Église
Le ton intransigeant du Syllabus errorum (ainsi la dernière erreur condamnée : « Le Pontife romain peut et doit se réconcilier et transiger avec le progrès, le libéralisme et la civilisation moderne ») fait qu'il devient rapidement le symbole de l'hostilité du catholicisme au monde moderne, de sorte qu'il sera exploité, lors des débats de 1905 autour de la séparation des Églises et de l'État, par les adversaires de l'Église, qui voudront montrer à quel point la religion catholique est incompatible avec la modernité et la laïcité.
L'évêque d'Orléans Félix Dupanloup répond sur le fond aux critiques qui disent que la foi catholique proposée par le Syllabus errorum est incompatible avec le monde moderne. Dans un texte paru en 1865, il reprend les points polémiques, et s'applique à réfuter ce qu'il présente comme des erreurs d'interprétation, relevant des raccourcis et parfois des traductions à contresens du latin. Ailleurs, Dupanloup affirme que « les documents pontificaux formulent l’idéal de la société chrétienne, idéal auquel il faut tendre, mais qui n’interdit pas de s’adapter aux conditions de la vie actuelle, en y introduisant la vie chrétienne, dans la mesure où elle est capable de se l’assimiler »[réf. nécessaire]. Pie IX saura gré à  Dupanloup d'avoir pris sa défense en le remerciant dans un bref daté du 4 février 1865. Dans ce bref, Pie IX dénonce à son tour une interprétation erronée de son encyclique, tout en lui enjoignant d’en expliciter désormais le sens véritable.
Les incompatibilités énoncées par le Syllabus errorum sont reçues diversement par les modérés et les intransigeants. Les modérés, tels Charles de Montalembert et Armand de Melun, craignent qu'il n'ait posé maladroitement des barrières sociales et consommé le divorce de l'Église et de la bourgeoisie, et même du peuple. Les intransigeants, tels Louis Veuillot et Albert de Mun, s'apparentant aux zelanti, pensent que le peuple est avec l'Église la grande victime de la Révolution, et que de l'alliance de ces deux forces viendra le salut de la société, dans une sorte de théocratie populaire.

## Postérité
Le Syllabus errorum est le document essentiel du long pontificat de Pie IX. Il n'a pas élaboré positivement une doctrine sociale catholique, mais il a posé des bornes que nul ne pourra plus franchir impunément. 